# Chế Cu Nha
Chế Cu Nha là một xã thuộc huyện Mù Cang Chải, tỉnh Yên Bái, Việt Nam.

## Địa lý
Xã Chế Cu Nha nằm ở phía bắc huyện Mù Cang Chải, có vị trí địa lý:
- Phía đông giáp các xã Nậm Có, Cao Phạ, La Pán Tẩn
- Phía tây giáp xã Mồ Dề
- Phía nam giáp xã Kim Nọi và xã Dế Xu Phình
- Phía bắc giáp tỉnh Lào Cai.

Xã Chế Cu Nha có diện tích 43,02 km², dân số năm 2019 là 3.416 người, mật độ dân số đạt 79 người/km².

## Kinh tế
Kinh tế chủ yếu là tự túc tự cấp, người dân chủ yếu làm nương và ruộng bậc thang,...